# Teratoppia calcarata
Teratoppia calcarata är en kvalsterart som beskrevs av Balogh 1959. Teratoppia calcarata ingår i släktet Teratoppia och familjen Teratoppiidae. Inga underarter finns listade i Catalogue of Life.